# قوه‌سای
قوه‌سای (به ازبکی: Quvasoy) یک منطقهٔ مسکونی در ازبکستان است که در ولایت فرغانه واقع شده‌است. قوه‌سای ۷۱٬۵۰۰ نفر جمعیت دارد و ۴۰۹ متر بالاتر از سطح دریا واقع شده‌است.